# 성주희
성주희(1985년 12월 13일 ~ )는 춘천MBC출신 대한민국의 프리랜서 아나운서이다. 2011년 10월 15일에 결혼했다.

## 방송

### 텔레비전
- MBC 뉴스데스크 강원 (춘천MBC)

### 라디오
- 정보시대 오늘 (춘천MBC 라디오)
- 별이 빛나는 밤에 (춘천MBC 라디오)

## 수상
- 2007년 미스코리아 부산 선(善)

## 같이 보기
- 2007년 미스코리아
- 미스코리아 부산